# Johannes Caspar Neeb
Johannes Caspar Neeb (* 10. April 1769 in Groß-Felda; † 9. März 1832 ebenda) war ein hessischer Ökonom und Politiker und Abgeordneter der 2. Kammer der Landstände des Großherzogtums Hessen.
Johannes Caspar Neeb war der Sohn des Bauern Johann Caspar Neeb und dessen Ehefrau Catharina Elisabeth, geborene Felsing. Neeb, der evangelischen Glaubens war, war Ökonom in Groß-Felda und verheiratet.
Von 1820 bis 1824 gehörte er der Zweiten Kammer der Landstände an. Er wurde für den Wahlbezirk Oberhessen 7/Schotten gewählt.